# Ярослав Якімович
Ярослав Якімович (пол. Jarosław Jakimowicz; нар. 17 липня 1969 року в Кутні) — польський актор і підприємець.

## Життєпис

### Ранні роки
Він народився в Кутно . Закінчив механічний технікум у Варшаві. Прожив і працював у Німеччині кілька років .

### Кар'єра
У 1995 році він дебютував на екрані в ролі Cichowski «Cichy» у сенсаційному фільмі Ярослава Жамойди Młode wilki («Молоді вовки»), що принесло йому значну популярність. Фільм продовжили знімати й надалі під назвою Młode Wilki 1/2 (1997) і привабили не менш велику аудиторію .
У 1996 році, під час першого видання Фестивалю зірок в Мендзиздроє, Якимович залишив руку на пам'ятній дошці, розташованій на Набережній Зірок .
Він також з'явився в інших художніх фільмах, включаючи Ніка смішного (1995), Ранковий койот (2001), Робота, чи остання сіра клітинка (2006) та Інтеграційна поїздка (2011), а також знімався в серіалах, таких як: Złotopolscy (1997)) як Артур Ленарт, Для добра і поганого (2004—2005), як Рафал Оленський, любов Зосії від середньої школи або Перша любов (2008—2009), як Роман Корчинський.
Він також займався фінансуванням кінопродукції.
Він з'явився в музичних кліпах: " Лі " (2001) Магда Фемме, «Останнє танго в Парижі» (2003) Абракадабри, «Нас троє» (2004) Ярослава Васика, «Як це сталося» (2017) і «Сила» (2017).
У 1997 році він провів телевізійну програму Brawo Bis в TVP Polonia, а в 1998 році — телевізійну програму Kurier sensacji .
Він виграв п'ятий сезон VIP- реаліті-шоу Big Brother . Він увійшов до будинку Великого Брата 2 березня 2008 року.
З 6 вересня 2008 року він розпочав програму J & J в ефірі телеканалу 4 .
Він став членом збірної команди польських митців у футболі, яка, окрім сприяння здоровому спортивному суперництву, переслідує різні соціальні цілі.

### Приватне життя
У 1998 році, після двох місяців знайомства, він одружився з живописцем Джоанною Сарапатою . У них є син, Йован (2000 р.н.) . Пара розлучилася в 2010 році .
З неформальних відносин з Джоанною Голашевською, офіціанткою, що працює в його клубі Тонік, він має сина Єреміаса. Коли в 2004 році виявилося, що 3-річний хлопчик страждав серйозним дефектом печінки, Якімович погодився на трансплантацію і їм обом провели операції .
У 2016 році він одружився з Катажиною .

## Фільмографія
- Тато як коханець Еви (1995)
- Молоді вовки як Тихий (1995)
- Нічого смішного як оператор (1995)
- Таємниця Сагалі як швейцар (1996)
- Молоді вовки 1/2 як Тихий (1997)
- Зачарований як Єжи (1997)
- Złotopolscy як Артур Ленарт (1997)
- Зірковий пірат як Еміліо (1998)
- Spona як Алібаба (1998)
- Тріумф пана Клекса як Томек Мілковський (1999)
- Добро і погано як Рафал Оленський, любов Зосії з середньої школи (2004–2005)
- Ранок койота як Макс (2001)
- Робота, остання сіра клітина як водій BMW (2006)
- Няня як Роберт, поліцейський (епізод 56) (2007)
- Клан, як Куба Latowicz, журналіст, один від середньої школи Borecka Беати (2007- 2008)
- Gluhar (2008) як Болек Ковальчик (з Петром Зельтом і Єжи Стургом)[13]
- Перша любов, як Роман Корчинський (2008 — 2009)
- Боксер як учасник програми, зірки танцюють на льоду (2011)
- Інтеграційна поїздка (2011)
- Готель 52 (2013) як актор, Ян Вілчинський (розділ 87)
- Комісар Алекс (2014) як Лукаш Ландра (епізод 67)